# George Mells
George John Mells (Melbourne, 23 mei 1997) is een Grieks-Australisch voetballer die als middenvelder voor Brisbane Roar FC speelt.

## Carrière
George Mells speelde in de jeugdopleidingen van Chelsea FC en Southampton FC, waar hij in 2014 vertrok. Van 2015 tot 2017 speelde hij voor Adelaide United in de Australische A-League, waarmee hij in het seizoen 2015/16 kampioen werd. Het seizoen erna kwam hij weinig in actie doordat hij last had van salmonellose, klierkoorts én een enkelblessure. Mells vertrok hierna bij Adelaide en was een periode op proef bij Fortuna Sittard, maar kreeg hier geen contract omdat hij conditieproblemen had. Na een jaar clubloos te zijn geweest was Mells in de zomer van 2018 weer op proef bij Fortuna Sittard, wat net naar de Eredivisie was gepromoveerd. Ditmaal kreeg hij wel een contract. Hij kwam niet in actie voor Fortuna, en na een seizoen keerde hij transfervrij terug naar Australië waar hij voor Brisbane Roar FC ging spelen.

### Statistieken
| Seizoen                    | Club             | Land           | Competitie     | Competitie | Competitie | Beker | Beker | Totaal | Totaal |
| Seizoen                    | Club             | Land           | Competitie     | Wed.       | Dlp.       | Wed.  | Dlp.  | Wed.   | Dlp.   |
| -------------------------- | ---------------- | -------------- | -------------- | ---------- | ---------- | ----- | ----- | ------ | ------ |
| 2015/16                    | Adelaide United  | Australië      | A-League       | 25         | 0          | 0     | 0     | 25     | 0      |
| 2016/17                    | Adelaide United  | Australië      | A-League       | 6          | 0          | 0     | 0     | 6      | 0      |
| 2018/19                    | Fortuna Sittard  | Nederland      | Eredivisie     | 0          | 0          | 0     | 0     | 0      | 0      |
| 2019/20                    | Brisbane Roar FC | Australië      | A-League       | 0          | 0          | 0     | 0     | 0      | 0      |
| Carrièretotaal             | Carrièretotaal   | Carrièretotaal | Carrièretotaal | 31         | 0          | 0     | 0     | 31     | 0      |
| Bijgewerkt op 14 juli 2019 |                  |                |                |            |            |       |       |        |        |